# Гуала
Ковпачок Гуа́ла — незнімна вставка (як правило, пластикова) у пляшечному горлі. Містить клапан, який блокує зворотний потік рідини і не дозволяє наповнити пляшку знову. Спочатку використовувався для дорогих спиртних напоїв, що продаються в барах порційно, з метою запобігти шахрайства барменів (розведення, підміна більш дешевими сортами тощо). Сьогодні широко застосовується в масовій продукції з метою боротьби з фальсифікацією.
Всупереч усталеній думці, класичний ковпачок гуала не призначений для спрощення розливу або дозування, хоча в прейскурантах пакувальних компаній зазвичай фігурує, як «ковпачок-дозатор». Однак існують комбіновані ковпачки з висувними носиками і тому подібними пристроями, які дійсно поєднують обидві функції.
Назва ковпачка походить від назви італійської компанії Guala Closures, найстарішого і найбільшого виробника відповідної продукції, у вітчизняній практиці перетворилася в ім'я загальне (аналогічно аспірину і памперсам), тобто застосовується до ковпачків будь-яких виробників.